# Hata Sahachirō

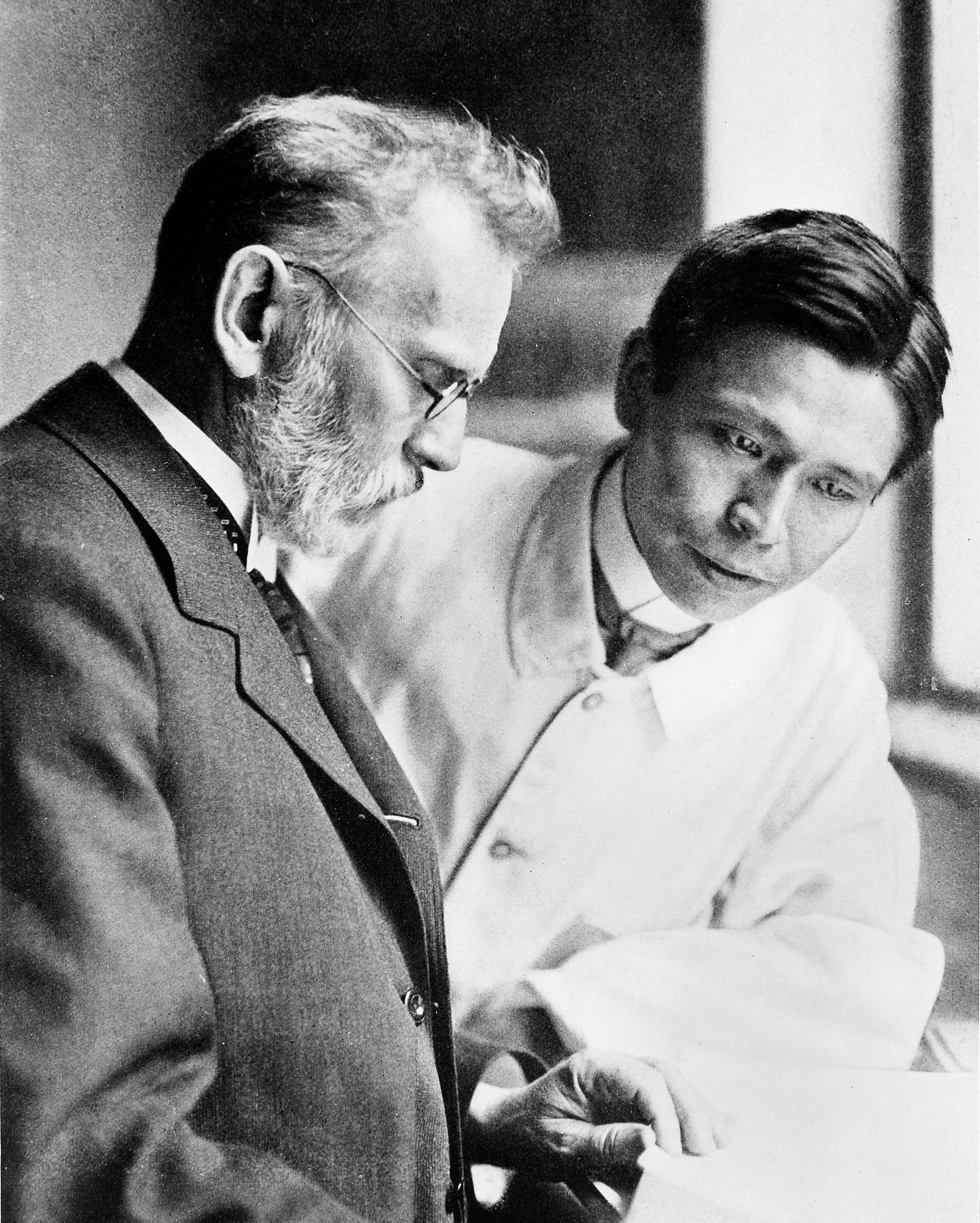
Hata Sahachirō (rechts) und Paul Ehrlich

Hata Sahachirō (japanisch 秦 佐八郎; * 23. März 1873 in Tsumo (heute Masuda), Mino-gun/Provinz Mino in der japanischen Präfektur Shimane auf Honshū; † 22. November 1938 in Tokio) war ein japanischer Bakteriologe und Mikrobiologe.

## Leben und Wirken
Hata Sahachirō wurde als 8. Sohn von Michitaka Yamane Sahachirō (山根 佐八郎) geboren. 1887 wurde er von der Familie Tokuda Hata adoptiert. Von 1893 bis 1893 studierte er Medizin und war Assistent an der Medizinischen Klinik in Okayama. Er hatte die Dritte Oberschule besucht, an der Inoue Zenjirō Innere Medizin und Araki Torasaburō medizinische Chemie lehrten. Bei seinem Militärdienst forschte er am Institut für Infektionskrankheiten (heute Teil der Universität Tokio) unter Kitasato Shibasaburō, dessen Assistent er von 1898 bis 1903 war, an der Pest.
1907 ging er nach Deutschland, wo er zuerst am Robert Koch-Institut unter August von Wassermann forschte, und dann an das Institut für experimentelle Therapie in Frankfurt am Main als Gastwissenschaftler und Mitarbeiter von Paul Ehrlich. Bekannt wurde Hata durch seinen Beitrag zur Entwicklung des Arsphenamins, des 1910 als Salvarsan bekannt gewordenen ersten modernen (chemotherapeutischen) Medikaments gegen die Syphilis. Nach Japan zurückgekehrt, ging er erneut an das Institut für Infektionskrankheiten in Tokio. Hata baute während des Ersten Weltkriegs in Japan die Salvarsanproduktion zur Syphilisbekämpfung auf. Er wurde zweimal vergeblich für den Nobelpreis für Medizin nominiert.
1920 wurde Sahachirō Hata Professor für Mikrobiologie an der medizinischen Fakultät der Keiō-Universität in Tokio und 1922 Mitglied des Gesundheitskomitees im japanischen Innenministerium.

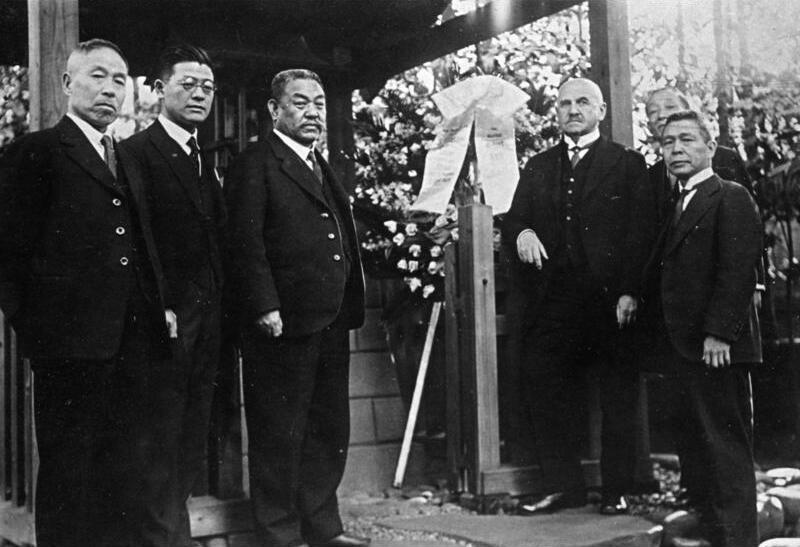
Japanbesuch George Sultan; ganz rechts: S. Hata, um 1930

Die Gesellschaft der Chemotherapie Japans vergibt jedes Jahr einen nach Sahachirō Hata und Shiga Kiyoshi benannten Preis für Forschung in diesem Gebiet. Im Jahr 1927 wurde er zum Mitglied der Leopoldina gewählt.